# 酸化バリウム
酸化バリウム（さんかバリウム）はバリウムの酸化物で、化学式 BaO と表される無機化合物。吸湿性を持つ白色の固体。

## 性質
水と反応して水酸化バリウムになる。この反応は酸化カルシウムよりもさらに激しく、発熱量も大きい。
{\displaystyle {\ce {BaO\ + H2O -> Ba(OH)2\ ,}}} {\displaystyle \Delta H=-105.4{\rm {kJmol^{-1}}}}
他の水溶性バリウム化合物と同様に、水溶液には毒性があり、また塩基性による腐食性がある。
空気中あるいは酸素中での加熱により過酸化バリウムを生成し、さらに800℃以上の高温では分解して再び酸化バリウムに戻る。

## 生成
金属バリウムが酸素存在下で燃焼すると酸化バリウムが生成する。
{\displaystyle {\ce {2Ba\ + O2 -> 2BaO}}}
炭酸バリウムや水酸化バリウムなどの熱分解によっても生成する。しかしこの分解反応はアルカリ土類金属の炭酸塩および水酸化物としては最も高温を必要とする。二酸化炭素の分圧が1気圧に達する炭酸バリウムの分解温度は1450℃、水蒸気圧が1気圧に達する水酸化バリウムの分解温度は998℃である。

## 用途
合成化学において、塩基、乾燥剤として用いられる。

## 法規制
日本では毒物及び劇物取締法および毒物及び劇物指定令によりバリウム化合物として劇物に指定されている。他に、バリウム化合物として大気汚染防止法の、バリウムの水溶性化合物として労働安全衛生法、PRTR法の規制を受ける。また、船舶安全法、航空法にも規定がある。